# Thuidium dusenii
Thuidium dusenii là một loài rêu trong họ Thuidiaceae. Loài này được Broth. mô tả khoa học đầu tiên năm 1923.